# Syndicat intercommunal funéraire de la région parisienne
Le Syndicat intercommunal funéraire de la région parisienne, abrégé SIFUREP, est un Syndicat intercommunal à vocation multiple (SIVOM) situé dans les départements des Hauts-de-Seine, de Seine-Saint-Denis, du Val-de-Marne, du Val-d'Oise, de l'Essonne et des Yvelines.

## Présentation
Composé en juillet 2022 de 107 membres, il organise le service public funéraire, gère les crématoriums ainsi que les cimetières des collectivités adhérentes.

## Présidence
| Période                                  | Période      | Identité          | Étiquette | Qualité                                          |
| ---------------------------------------- | ------------ | ----------------- | --------- | ------------------------------------------------ |
| Les données manquantes sont à compléter. |              |                   |           |                                                  |
| décembre 1905                            | mai 1935     | Théodore Tissier  | PRRRS     | Maire de Bagneux (1899-1935)                     |
| juillet 1935                             | octobre 1939 | Georges Marrane   | PCF       | Maire d’Ivry-sur-Seine (1925-1939 et 1945-1965)  |
| octobre 1939                             | juin 1940    | Frédéric Pic      | PRRRS     | Maire de Vanves (1919-1940)                      |
| juin 1940                                | août 1944    | André Grisoni     | RI        | Maire de Courbevoie (1927-1944)                  |
| septembre 1944                           | avril 1945   | André Royet       |           | Haut-fonctionnaire de la préfecture de la Seine  |
| avril 1945                               | juin 1965    | André Duval       | PCF       | Premier adjoint au Maire de Bobigny              |
| juin 1965                                | juin 1977    | Georges Julien    | PCF       | Premier adjoint au Maire de Bobigny              |
| juin 1977                                | juin 1983    | Claude Antony     | PCF       | Adjoint au Maire de Bobigny                      |
| juin 1983                                | avril 2008   | Michel Laubier    | PCF       | Premier adjoint au Maire de Nanterre (1977-1998) |
| avril 2008                               | juillet 2011 | Dominique Adenot  | PCF       | Maire de Champigny-sur-Marne (2004-2018)         |
| juillet 2011                             | juillet 2014 | Carinne Juste     | PCF       | Maire de Villetaneuse (2008-2020)                |
| juillet 2014                             | En cours     | Jacques Kossowski | LR        | Maire de Courbevoie, (depuis 1995)               |